# 棕胸刀翅蜂鸟
棕胸刀翅蜂鸟（学名：Campylopterus hyperythrus），是雨燕目蜂鸟科的一种鸟类。
棕胸刀翅蜂鸟体重约6.4克，翼长约63.2毫米，嘴峰长约22.9毫米，喙宽度约2.1毫米，喙厚度约1.9毫米，跗蹠长约5.3毫米，尾长约43.5毫米。棕胸刀翅蜂鸟在其分布区内为留鸟，其栖息在半开放的高大树木组成的森林中，食性为草食性，主要食物来源是植物的花蜜。
棕胸刀翅蜂鸟分布于委内瑞拉东南部和邻近的巴西西北部。该物种是单型物种，没有亚种分化。